# Gilbert O'Sullivan
Gilbert O'Sullivan (Waterford, 1 december 1946) is een Iers zanger en liedschrijver.

## Beginjaren
O'Sullivan werd geboren in Waterford in Ierland als Raymond Edward O'Sullivan (Ray). Hij kwam uit een arbeidersgezin als tweede kind van zes. Het gezin verhuisde naar Swindon toen hij 8 jaar was. Al op jonge leeftijd speelde hij piano. Hij ging in Swindon studeren aan de St. Joseph's School waar hij zijn interesse voor muziek en kunst ontwikkelde. Daarna studeerde hij aan de Swindon's Art Academy waar hij zich specialiseerde in grafisch ontwerp. Terwijl hij hier studeerde begon hij liedjes te schrijven en hij speelde in verschillende semi-professionele bands. Hij speelde ook gitaar en drums. In 1967 verhuisde hij van Swindon naar Londen met als doel een muziekcarrière te beginnen. Hij vormde met Rick Davies (later Supertramp) de band Rick's Blues. In 1967 tekende hij een vijfjarig platencontract bij CBS Records. Zijn manager Stephen Shane adviseerde hem om zijn naam te veranderen van Ray naar Gilbert om zo de link te leggen met de operette componisten Gilbert en Sullivan. Zijn eerste single Disappear verscheen in november 1967, maar bleef onopgemerkt, evenals zijn tweede What Can I Do (april 1968). Ook zijn derde single Mr. Moody's Garden uit 1969 was onsuccesvol. Wel namen The Tremeloes enkele nummers van hem op (You, What can I do? en Come on home). O'Sullivan stuurde vervolgens een demotape naar Gordon Mills (manager van Tom Jones en Engelbert Humperdinck) en kreeg een platencontract bij het nieuw opgerichte label MAM Records.
Zijn muziek wordt gekenmerkt door soepele melodieën (vaak met een tweede melodie daarin verweven) die gekoppeld worden aan observerende teksten met vaak diverse woordspelingen. Aan het begin van zijn carrière kreeg hij bekendheid vanwege zijn uiterlijk van een straatjongen uit de jaren twintig met bloempotkapsel, streepjesdas, korte broek en pet. Gilbert: "Het was een goed imago. Ik had het nodig om de aandacht te trekken. Toen ik dat eenmaal had bereikt en ik een gevestigde naam was geworden kon ik terugkeren naar een normaal uiterlijk".

## Doorbraak en succesjaren
Zijn doorbraak kwam in 1970. Het nummer Nothing Rhymed werd in Engeland een top 10-hit en bereikte in Nederland in januari 1971 de 1e plaats. Nederland was het eerste land waar hij een nummer 1-hit behaalde. In april 1971 ontving hij in Amsterdam zijn allereerste gouden plaat (voor Nothing Rhymed). Het was zijn grootste hit in Nederland, maar ook de daaropvolgende single Underneath the Blanket Go kwam in Nederland op nummer 1. Het nummer No Matter How I Try werd uitgeroepen tot Best Ballad or Romantic Song en werd in 1972 beloond met de Ivor Novello Award. Zijn manier van songwriting werd vergeleken met Paul McCartney en Randy Newman. Zijn debuutalbum Himself kwam uit in augustus 1971 en kreeg een warme kritische ontvangst. In Nederland behaalde het album de 3de plaats in de LP Top 50.

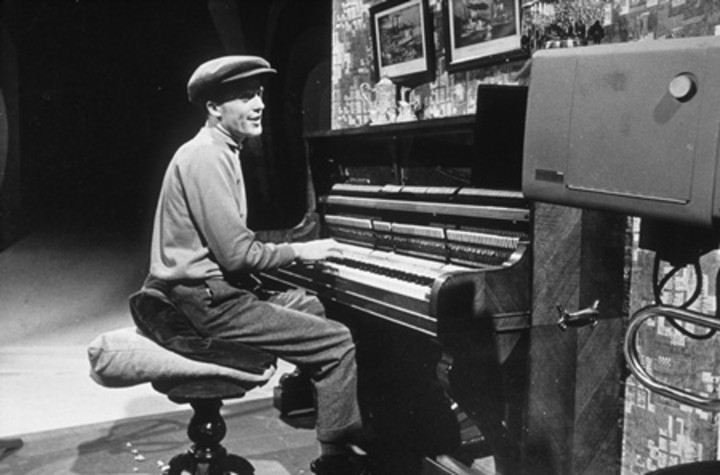
Gilbert O'Sullivan zoals hij in 1970 aan de wereld verscheen

In 1972 verwierf hij grote internationale roem met het nummer Alone Again (Naturally) dat in de Verenigde Staten zes weken op nummer 1 stond in de Billboard Hot 100. Ook in Canada en Japan behaalde het de 1e plaats en in het Verenigd Koninkrijk de 3e plaats. In Nederland bereikte het nummer slechts de 21e plaats in de Nederlandse Top 40. Zijn internationale succes in 1972 viel samen met het feit dat hij zijn ouderwetse uiterlijk / imago, dat hij vanaf 1967 doelbewust had gebruikt, verwisseld had met een moderne eigentijdse look. Zijn volgende single Clair (over de 3-jarige dochter van Gordon Mills),  afkomstig van zijn tweede album Back to Front, behaalde nummer 2 in de Verenigde Staten. Back to front was zijn best verkochte album, het stond 64 weken in de UK Albums Chart waar het piekte op nummer 1. Ook in Nederland was het album zeer succesvol en behaalde de 2de plaats in de LP Top 50. Grote hits in Nederland waren in 1972 Matrimony en Clair en in 1973 Get Down. Het nummer Matrimony werd uitsluitend in enkele Europese landen als single uitgebracht in mei 1972 en bereikte de 4de plaats in de Top 40. Zijn allereerste concert gaf hij in oktober 1972 in het National Stadium in Dublin. O'Sullivan's internationale platenverkoop overschreed in 1972 de 10 miljoen en maakte hem de topster van het jaar. Het toonaangevende Britse tijdschrift Record Mirror had hem uitgeroepen tot beste mannelijke zanger van 1972. O'Sullivan genoot van zijn succes en zei in 1973: "Alles wat me nu overkomt, is mijn idee van het paradijs." In mei 1973 ontving hij nogmaals de Ivor Novello Prijs voor beste Britse Songwriter van het jaar. Ondanks zijn succes begon hij pas in 1973 met optredens wereldwijd. In april 1973 begon hij aan zijn eerste tour van 18 concerten, o.a. in de Royal Albert Hall in Londen. Zijn eerste concert in Nederland vond plaats in de nacht van 12 mei 1973 in de Rotterdamse Doelen. In september 1973 begon hij aan zijn tournee door de Verenigde Staten. Zijn derde album I'm a Writer, Not a Fighter (1973) had invloeden van funk en rockmuziek en hij ontving er in 1973 een Edison voor, Edisons 1973. De single Get Down bereikte nummer 1 in Engeland, Duitsland en België. In september 1974 trad hij op in het Concertgebouw in Amsterdam. In 1974 woonde O'Sullivan negen maanden lang in Blaricum om de belasting te ontduiken. Het album A Stranger in My Own Backyard (oktober 1974) was voornamelijk succesvol in Engeland waar het nummer 9 in de UK Albums Chart bereikte. Hierna verbraken O'Sullivan en manager Mills hun relatie. 
Het grote succes van O'Sullivan bij platenmaatschappij MAM duurde ongeveer 5 jaar. In 1975 begon zijn populariteit af te nemen. In Engeland had hij met I Don't Love You But I Think I Like You zijn laatste top 20-hit. Het nummer I'll Believe It When I See It was in 1975 zijn laatste hit in Nederland. Zijn vijfde album Southpaw (1977) behaalde de hitlijsten niet. In 1977 daagde O'Sullivan zijn manager en label-eigenaar Gordon Mills voor de rechter omdat hij beweerde dat de platenovereenkomst Mills buitensporig begunstigde. Een langdurige juridische strijd volgde. In mei 1982 kende de rechtbank O'Sullivan een schadevergoeding toe van £ 7 miljoen.
In 1980 had hij na 5 jaar weer een kleine hit in Engeland met het nummer What's In a Kiss, afkomstig van zijn 6de album Off Centre.

## Latere carrière
Het album Life & Rhymes uit 1982 werd niet in Amerika uitgebracht. Gefrustreerd door deze beslissing van zijn platenmaatschappij CBS bracht hij een aantal jaren geen platen uit. Zijn volgende album Frobisher Drive (1987) werd uitsluitend uitgebracht in Duitsland. In 1989 werd het opnieuw uitgebracht onder de titel In the Key of G. Maar zijn albums behaalden de hitlijsten niet meer, evenmin als de single At the Very Mention of Your Name.
O'Sullivan bleef regelmatig albums uitbrengen en concerten geven. Op 10 oktober 1992 trad hij op in het Congresgebouw in Den Haag. Zijn populariteit in Japan in de jaren negentig hielp hem om zijn carrière voort te zetten. Eind 1997 gaf hij 14 concerten in Nederland (gecombineerd met tv-optredens) en in 2003 verscheen zijn jazzy cd Piano Foreplay. In juni 2005 gaf hij 13 uitverkochte concerten in Japan en in oktober 2006 verscheen A scruff at heart. Na elf jaar keerde O'Sullivan op 29 mei 2008 terug naar Nederland voor een concert in Carré. Op 26 oktober 2009 stond hij weer in de Royal Albert Hall. In 2010 verbond hij zich aan platenmaatschappij Hypertension. Op 31 januari 2011 verscheen zijn album Gilbertville (met 14 nieuwe composities en een door Harry Hill voorgedragen gedicht). Het werd alom gewaardeerd. Op 6 juni 2011 gaf O'Sullivan, begeleid door het KRO-huisorkest, een miniconcert in een speciale uitzending van het radioprogramma 'Theater van het Sentiment' vanuit Arnhem b.g.v. de herdenking van 60 jaar televisie in Nederland. Op 8 juni 2015 verscheen Gilberts cd Latin ala G!, geïnspireerd door Peggy Lee. Sindsdien zijn er ook weer concerten geweest in Ierland en Engeland en in 2018 beleefde Gilbert zelfs z'n allereerste tour door Australië, allemaal onder de titel Celebrating five Decades of Music. Rond de verschijning van zijn nieuwste album trad Gilbert enkele keren solo op, onder de naam Just Gilbert. Op 24 augustus 2018 verscheen die door Ethan Johns geproduceerde album zonder titel, als Gilbert O'Sullivan. De reviews waren lovend en velen vonden Gilbert O'Sullivan zelfs beter dan zijn eerste elpee Himself. Op BBC Radio 2 was het Album of the Week en Gilbert stond voor het eerst in 44 jaar weer in de Album Top20. Het album kwam niet alleen uit via Spotify en iTunes en op cd, maar ook op vinyl en als muziekcassette. Op 1 februari 2019 gaf O'Sullivan een eenmalig intiem en succesvol concert in een uitverkocht Carré in de solo-serie Just Gilbert. In diezelfde serie trad hij in december 2019 op in Heerlen en op 1 februari 2020 in een uitverkocht Muziekgebouw in Eindhoven. Helaas werden de concerten daarna vanwege de coronapandemie (wereldwijd) uitgesteld.
In 2022 hervatte O'Sullivan zijn Just Gilbert-concerten met een tour door de Verenigde Staten. Op 22 juli 2022 verscheen zijn 20e studio-album, getiteld Driven, dat alom positief werd ontvangen en wederom in Engeland de hitlijsten haalde. Op 17 oktober 2022 stond hij in het Muziekgebouw Eindhoven, op 22 oktober 2022 opende hij de stemweek van de Evergreen Top1000 van NPO Radio 5 en op 8 december 2022 stond hij voor een uitverkocht Amsterdam Carré. In december 2023, besloten councillors of Waterford City and County Council om O'Sullivan to eren met de Freedom of the City & County. Hij ontving de onderscheiding op 27 maart 2024. Op 19 september 2024 stond hij – wederom samen met gitarist Bill Shanley – in een vrijwel uitverkocht Nieuwe Luxor in Rotterdam en op 20 september 2024 in Heerlen.
Een week later verscheen Songbook op cd en vinyl. Een album met 12 nummers (hits en albumnummers) uitgevoerd in een sobere setting à la O'Sullivan's Just Gilbert concerts.

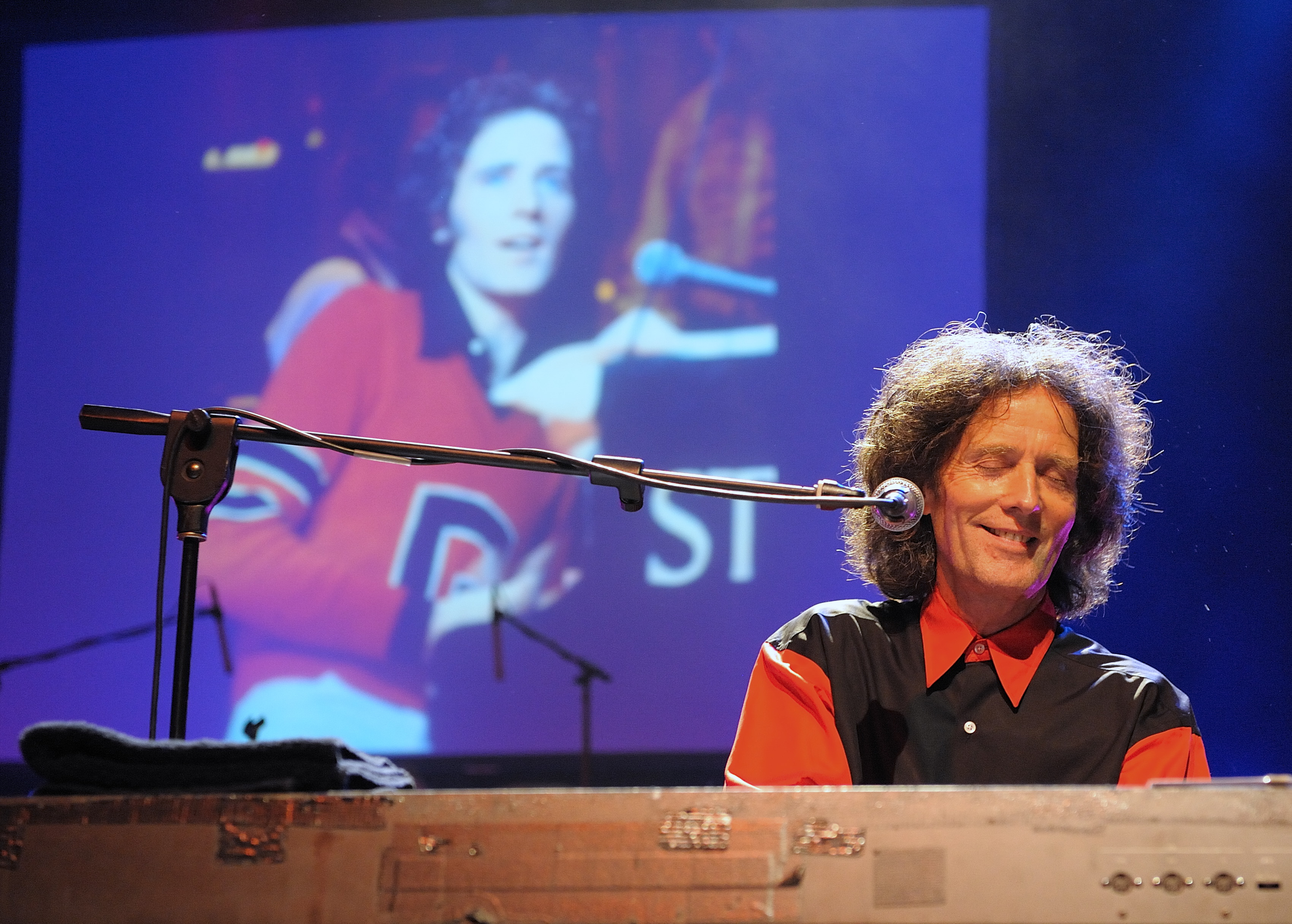
Gilbert O'Sullivan op 62-jarige leeftijd (2008)

### Heruitgaven
In juli 2011 tekende O'Sullivan een contract met Salvo/Union Square Music die – onder de titel A Singer And His Songs – zijn albums uit het verleden opnieuw uitbrengen, aangevuld met bijzondere opnamen, zoals: B-kanten van singles en uitgebreide toelichtingen van O'Sullivan zelf. In juni 2016 verscheen Gilbert's Essential Collection: 43 door hemzelf geselecteerde liedjes (zowel singles als albumtracks). Op 18 november 2022 verscheen de 3 cd-set met 76 nummers; de meeste hitsingles en van elk van de 20 studioalbums een kleine selectie, gemaakt door O'Sullivan zelf en ook beschikbaar op alle streamingdiensten.

## Privé
O'Sullivan woont anno 2025 nog steeds op Jersey in de gemeente Saint Mary samen met zijn Noorse vrouw Aase Synnove (trouwdatum 23 januari 1980) en schrijft nog steeds muziek, maakt nog steeds cd's en treedt nog steeds op. Zijn familie (vrouw Aase, dochters Helen-Marie en Tara, en hun kinderen, en broer Kevin) werken actief mee in het 'bedrijf Gilbert O'Sullivan': ze organiseren zijn optredens, onderhouden de social media, gaan mee op tournee en geven leiding aan zijn platenlabel ByGum Records.

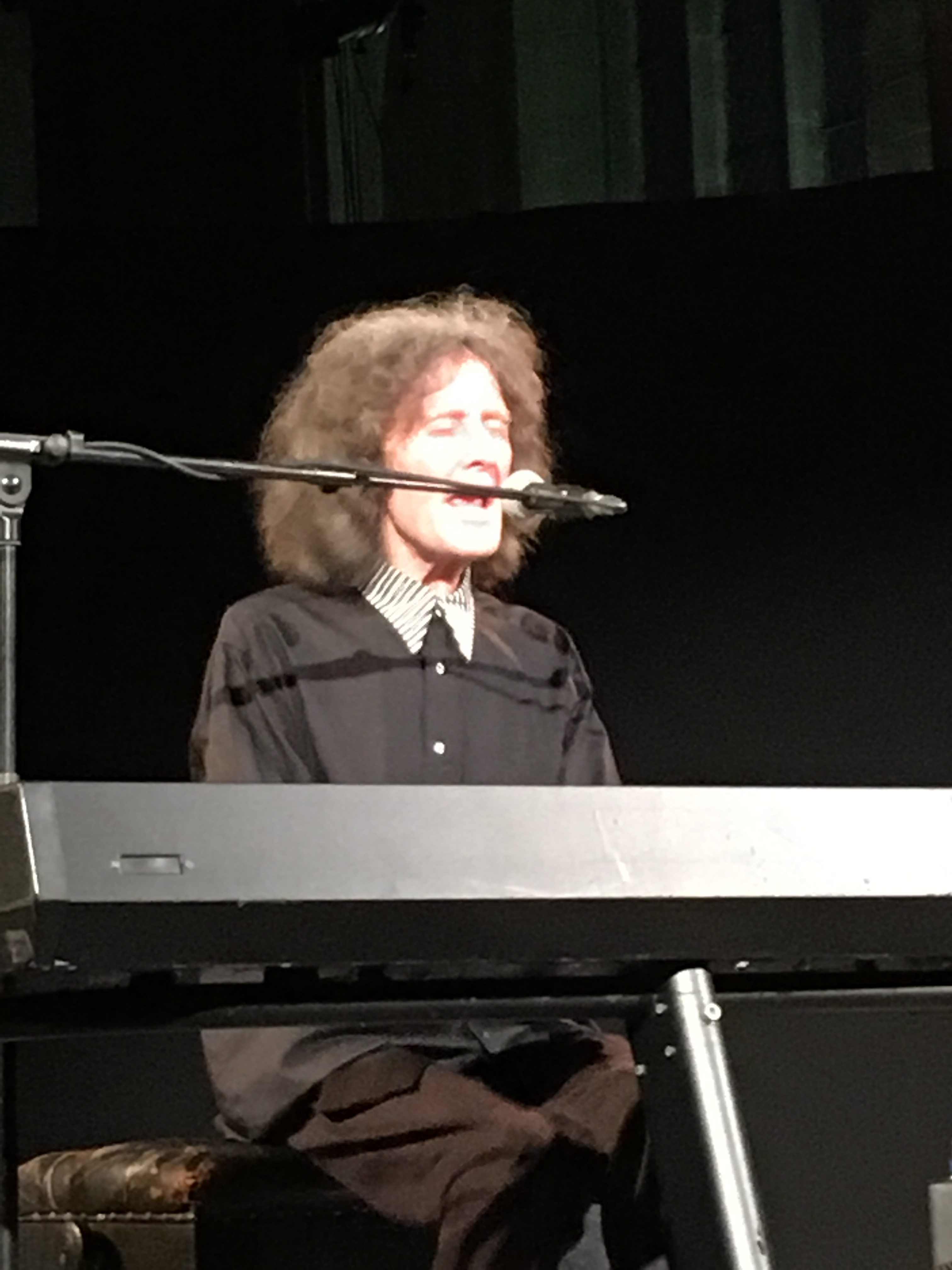
Gilbert tijdens zijn optreden in Teddington Londen op 10 augustus 2018

## Discografie

### Albums
- 1971 - Himself
- 1972 - Back to Front
- 1973 - I'm a Writer, Not a Fighter
- 1974 - A Stranger in My Own Backyard
- 1977 - Southpaw
- 1980 - Off Centre
- 1982 - Life & Rhymes
- 1987 - Frobisher Drive (exclusief uitgebracht in Duitsland)
- 1989 - In the Key of G (heruitgave van Frobisher Drive)
- 1993 - Sounds of the Loop
- 1994 - By Larry
- 1995 - Every Song Has Its Play
- 1997 - Singer Sowing Machine
- 2001 - Irlish
- 2003 - Piano Foreplay
- 2006 - A Scruff at Heart
- 2011 - Gilbertville
- 2015 - Latin ala G!
- 2018 - Gilbert O'Sullivan
- 2022 - Driven
- 2024 - Songbook

### Singles
| Single met eventuele hitnotering(en) in de Nederlandse Top 40 | Datum van verschijnen | Datum van binnenkomst | Hoogste positie | Aantal weken | Opmerkingen                                                            |
| ------------------------------------------------------------- | --------------------- | --------------------- | --------------- | ------------ | ---------------------------------------------------------------------- |
| Disappear                                                     | 1967                  | -                     | -               | -            | onder de artiestennaam Gilbert                                         |
| What Can I Do                                                 | 1968                  | -                     | -               | -            | onder de artiestennaam Gilbert                                         |
| Mr. Moody's Garden                                            | 1969                  | -                     | -               | -            | onder de artiestennaam Gilbert                                         |
| Nothing rhymed                                                | 1970                  | 9 januari 1971        | 1(5wk)          | 13           | onder de artiestennaam Gilbert O'Sullivan Nr. 1 in Nationale Hitparade |
| Underneath the blanket go                                     | 1971                  | 17 april 1971         | 1(2wk)          | 10           | Nr. 2 in Nationale Hitparade                                           |
| Susan van Heusen                                              | 1971                  | -                     | -               | -            |                                                                        |
| I wish I could cry                                            | 1971                  | 5 juni 1971           | 20              | 5            | Nr. 18 in Nationale Hitparade                                          |
| We will                                                       | 1971                  | 7 augustus 1971       | 23              | 4            | Nr. 21 in Nationale Hitparade                                          |
| I didn't know what to do                                      | 1971                  | 4 september 1971      | tip             |              |                                                                        |
| No matter how I try                                           | 1971                  | 18 december 1971      | 13              | 7            | Nr. 17 in Nationale Hitparade                                          |
| Alone Again (Naturally)                                       | 1972                  | 25 maart 1972         | 21              | 5            | Nr. 18 in Nationale Hitparade                                          |
| Matrimony                                                     | 1972                  | 27 mei 1972           | 4               | 11           | Nr. 3 in Nationale Hitparade                                           |
| Ooh-wakka-doo-wakka-day                                       | 1972                  | 15 juli 1972          | 12              | 7            | Troetelschijf Hilversum 3 / Nr. 9 in Nationale Hitparade               |
| Clair                                                         | 1972                  | 28 oktober 1972       | 4               | 11           | Nr. 4 in Nationale Hitparade                                           |
| Get down                                                      | 1973                  | 31 maart 1973         | 3               | 11           | Nr. 3 in Nationale Hitparade                                           |
| Ooh baby                                                      | 1973                  | 6 oktober 1973        | 18              | 4            | Nr. 18 in Nationale Hitparade                                          |
| Why, oh, why, oh, why                                         | 1973                  | -                     | -               | -            |                                                                        |
| Happiness is me and you                                       | 1974                  | -                     | -               | -            |                                                                        |
| A woman's place                                               | 1974                  | 31 augustus 1974      | tip             |              |                                                                        |
| Christmas Song                                                | 1974                  | -                     | -               | -            |                                                                        |
| You are you                                                   | 1975                  | 8 februari 1975       | tip             |              |                                                                        |
| I don't love you but I think I like you                       | 1975                  | 5 juli 1975           | tip             |              |                                                                        |
| I'll believe it when I see it                                 | 1975                  | 11 oktober 1975       | 11              | 6            | Alarmschijf Radio Veronica / Nr. 16 in Nationale Hitparade             |
| You never listen to reason                                    | 1976                  | -                     | -               | -            |                                                                        |
| To each his own                                               | 1976                  | -                     | -               | -            |                                                                        |
| Doing what I know                                             | 1976                  | -                     | -               | -            |                                                                        |
| My love and I                                                 | 1977                  | -                     | -               | -            |                                                                        |
| You got me going                                              | 1977                  | -                     | -               | -            |                                                                        |
| No telling why                                                | 1977                  | -                     | -               | -            |                                                                        |
| What's in a kiss                                              | 1980                  | -                     | -               | -            |                                                                        |
| I love it but                                                 | 1980                  | -                     | -               | -            |                                                                        |
| Hello it's goodbye                                            | 1981                  | -                     | -               | -            |                                                                        |
| Can't get enough of you                                       | 1981                  | -                     | -               | -            |                                                                        |
| A minute of your time                                         | 1982                  | -                     | -               | -            |                                                                        |
| At the very mention of your name                              | 1988                  | -                     | -               | -            |                                                                        |
| I wish I could cry                                            | 1997                  | -                     | -               | -            |                                                                        |

### NPO Radio 2 Top 2000
| Nummers met noteringen in de NPO Radio 2 Top 2000 | '99  | '00  | '01 | '02  | '03  | '04  | '05  | '06  | '07  | '08  | '09  | '10  | '11  | '12 | '13 | '14 | '15 | '16 | '17 | '18 | '19 | '20 | '21 | '22 | '23 | '24 |
| ------------------------------------------------- | ---- | ---- | --- | ---- | ---- | ---- | ---- | ---- | ---- | ---- | ---- | ---- | ---- | --- | --- | --- | --- | --- | --- | --- | --- | --- | --- | --- | --- | --- |
| Alone Again                                       | 1303 | 1415 | 686 | 1661 | -    | -    | 1918 | 1790 | 1985 | 1911 | -    | -    | -    | -   | -   | -   | -   | -   | -   | -   | -   | -   | -   | -   | -   | -   |
| Clair                                             | 1439 | 1485 | 601 | 1746 | 1846 | 1675 | 1415 | 1583 | -    | 1808 | -    | -    | -    | -   | -   | -   | -   | -   | -   | -   | -   | -   | -   | -   | -   | -   |
| Get Down                                          | 1531 | -    | 970 | -    | -    | -    | -    | -    | -    | -    | -    | -    | -    | -   | -   | -   | -   | -   | -   | -   | -   | -   | -   | -   | -   | -   |
| Matrimony                                         | 1217 | 1278 | 493 | 1174 | 1537 | 1395 | 1433 | 1501 | 1807 | 1473 | 1902 | 1993 | 1890 | -   | -   | -   | -   | -   | -   | -   | -   | -   | -   | -   | -   | -   |
| Nothing Rhymed                                    | 357  | 319  | 220 | 278  | 353  | 396  | 402  | 372  | 570  | 400  | 379  | 359  | 463  | 652 | 597 | 515 | 592 | 795 | 722 | 724 | 772 | 822 | 749 | 824 | 869 | 846 |

1. ↑  Een '-' betekent dat het nummer niet was genoteerd en een vetgedrukt getal geeft de hoogste notering van een nummer aan.